# Замшаны (Малоритский район)
Замшаны (бел. Замша́ны) — деревня в Малоритском районе Брестской области Беларуси. В составе Хотиславского сельсовета.

## География
Пролегает дорога Р-17.
Ближайшие населённые пункты Малорита, Ляховцы и др.

## История
В 1905 году в Малорытской волости Брестского уезда Гродненской губернии.
До 17 сентября 2013 года деревня входила в состав Малоритского сельсовета.

## Население

### Численность
- 2019 год — 459 жителей

### Динамика
- 1999 год — 672 жителей (перепись населения)
- 2009 год — 544 жителей (перепись населения)[2]
- 2019 год — 459 жителей (перепись населения)

## Достопримечательность
- Свято-Николаевская церковь (2003-2006)